# Киллин, Марк
Марк Киллин (англ. Mark Killeen) — британский актёр кино и телевидения.

## Карьера
Его первая серьёзная роль в кино была в фильме «Восхождение пехотинца». Он играл главные роли в двух романтических комедиях 2013 года - «The Callback Queen» и «The Right Juice», снятые в Алгарви. Он появился в фильме «Тёмный рыцарь: Возрождение легенды» в роли Сми и в роли греческого полководца в блокбастере Warner Brothers «300 спартанцев: Расцвет империи».
На телевидении, он появился в эпизоде "Давай убьём Гитлера" сериала «Доктор Кто», а также в двух эпизодах сериала «Воскрешая мёртвых». Он сыграл заметную роль приглашённой звезды Меро, Титанового бастарда в сериале HBO «Игра престолов», 8 эпизоде третьего сезона "Младшие Сыны", вместе с Эмилией Кларк. Он также появился в роли отца Кена в «Уличном бойце: Кулаке убийцы».